# Tuktuk
 (avril 2025).
Si vous disposez d'ouvrages ou d'articles de référence ou si vous connaissez des sites web de qualité traitant du thème abordé ici, merci de compléter l'article en donnant les références utiles à sa vérifiabilité et en les liant à la section « Notes et références ».
Pour l’article homonyme, voir Tuk-tuk.
La péninsule de Tuktuk est une avancée de terre située à l’est de l’île de Samosir, au centre du lac Toba, dans la province de Sumatra du Nord en Indonésie. 
Elle fait partie de la régence de samosir et dépend administrativement du district de Simanindo.
Cette petite péninsule est le cœur touristique de l’île. Elle abrite plusieurs villages, dont Tuktuk Siadong, le plus connu, qui concentre la majorité des hébergements, restaurants et services destinés aux visiteurs.
Facilement accessible depuis Parapat (en) via des ferries quotidiens, la péninsule de Tuktuk est aussi un point de départ idéal pour explorer le patrimoine batak de Samosir : maisons traditionnelles, sites mégalithiques, musées et cérémonies culturelles.